# 錢穆
錢穆（1895年7月30日—1990年8月30日），原名錢恩鑅，字賓四，是出身江蘇無錫的歷史學家、哲學家及作家等，亦是吳越錢氏的後代。他是香港新亞書院、新亞研究所及新亞中學的共同創辦人。钱穆毕生弘扬中国传统文化，高举现代新儒家的旗帜，在海内外产生了巨大影响。其著述颇丰，专著多达80种以上；他與呂思勉、陳垣、陳寅恪也因而被一同稱作中國的「（現代）四大史學家」。
1968年，擔任中央研究院人文及社會科學組院士。

## 生平

### 幼年啟蒙

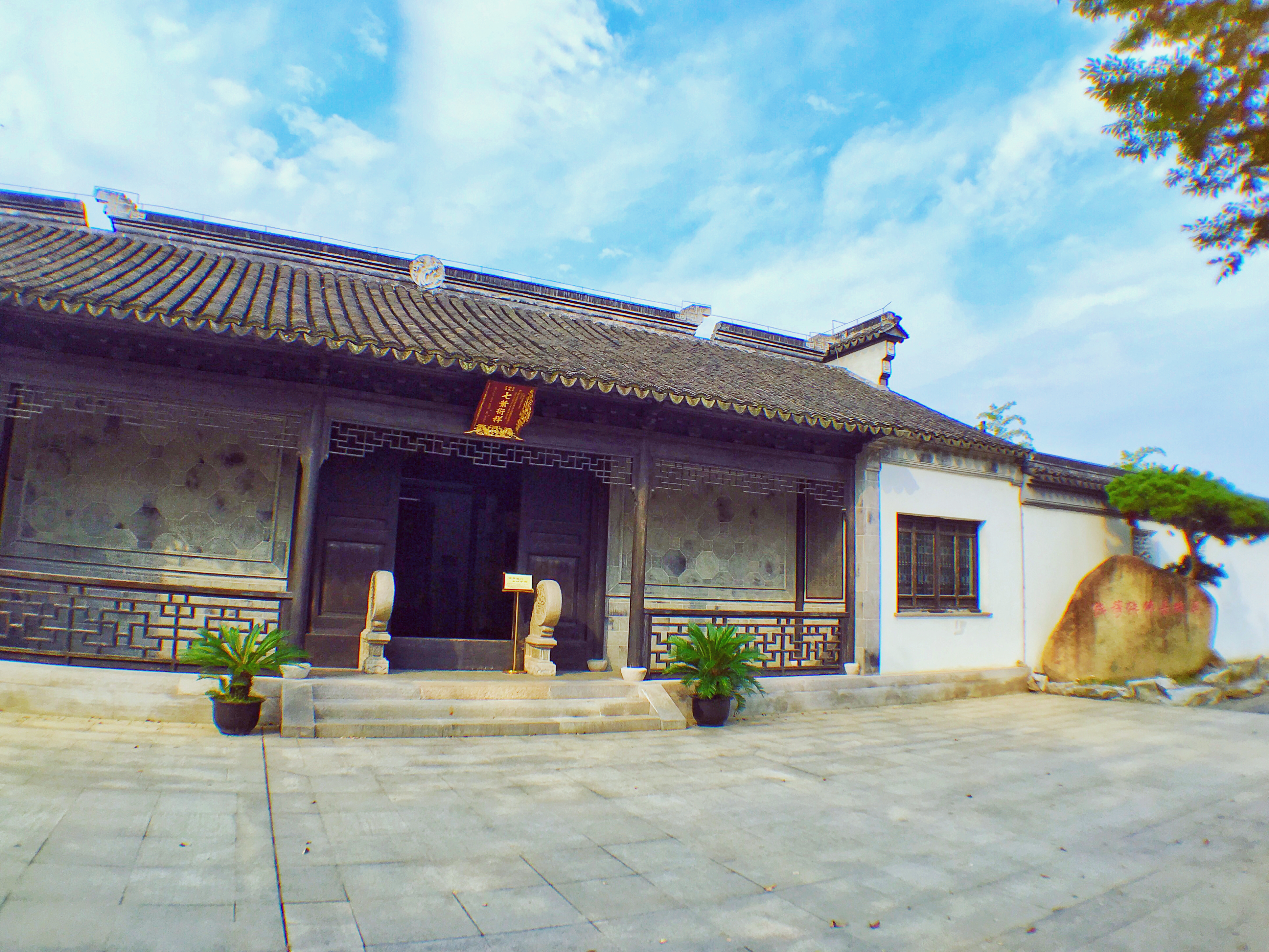
錢穆位於無錫七房橋的故居舊址

名穆，字賓四出自《尚書.虞書.舜典》：「賓于四門，四門穆穆」。

清光緒二十六年（1900年），六歲入私塾讀書。光緒二十九年（1903年），改入新式學堂無錫果育學校就讀。光緒三十三年（1906年）升入常州府中學堂，宣統二年（1910年）因故退學，轉讀南京私立鍾英中學。
就讀果育學堂期間，遇到同為革命黨人的體操教師錢伯圭，錢伯圭告訴錢穆「《三國演義》開頭講天下分久必合，合久必分，這是中國走錯了道路，西方合了就不再分」，又言「今日中國的皇帝不是中國人」。錢穆晚年自認「此後讀書，伯圭師此數言常在心中」，畢生學問關心中西文化優劣，並抱有民族觀念，皆因此時的啟發。
初為人師
宣統三年（1911年），因辛亥革命，中學學校停辦，遂輟學，在家自學。民國元年（1912年），年十八，抗顏為人師，任教於家鄉小學。

### 執教中學
民國十一年（1922年），先後八年，受聘集美、無錫三師、蘇州省立中學執教。

### 大學之道
民國十九年（1930年），錢穆因發表《劉向歆父子年譜》成名，被顧颉剛推薦，聘為燕京大學國文講師。民國二十年（1931年），在北平八年，先後授課於北京大學、清華大學、燕京大學、北平師範大學等校，與學術界友人時相切磋。民國二十六年（1937年），發表清代學術史研究的力作《中國近三百年學術史》。

### 流寓西南
1937年（民國二十六年），抗戰軍興，錢穆輾轉任教於西南聯大、武漢大學、華西大學、齊魯大學、四川大學、江南大學等高校。1940年（民國二十九年），《國史大綱》出版，採取綿延的觀點了解歷史之流，堅持國人必對國史具有溫情和敬意。1949年（民國三十八年）4月，钱穆与江南大学同仁唐君毅一起应广州私立华侨大学校长王淑陶之邀，从无锡南下广州任教。5月5日，中國國民黨中常會、中政會約集民主社會黨、青年黨領導人討論組織經濟研討委員會，朱家驊、陳立夫等50餘人出席，會議推定閻錫山、陳啟天、萬鴻圖、張其昀、錢穆、程天放、袁守謙等13人為起草綱領委員:8916。

### 遷港辦學

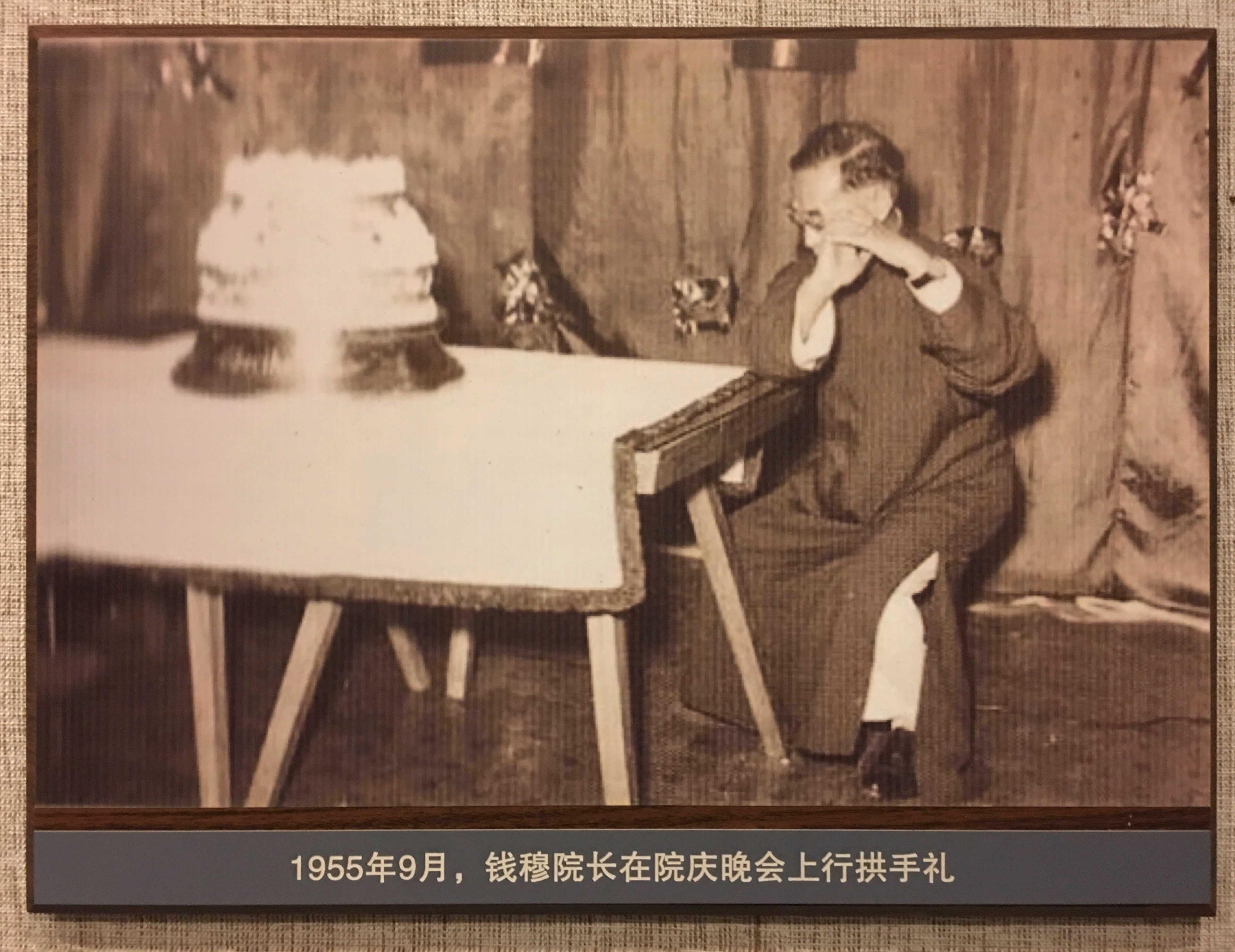
1955年，時任新亞學院院長的錢穆

1949年8月5日，鉴于日趋明朗的中国战况，美國國務院發表了《中美關係白皮書》（《對華關係白皮書》、《中美問題白皮書》）。8月12日起，新華社为反击連續發了六篇評論《中美問題白皮書》的文章，其中五篇為毛澤東親自執筆；在8月14日〈丟掉幻想，準備鬥爭〉一文中，毛澤東指出胡適、傅斯年與錢穆为首的部分知识分子受美帝和国民党控制，錢穆害怕遭到清算，于10月随廣州私立華僑大学南下香港，出任「亞洲文商學院」（新亞書院前身）院長。
1950年，亞洲文商學院更名「新亞書院」，使流亡學生得以絃歌不輟；而辦學有成，亦獲香港政府尊崇，於1955年贈予香港大學名譽法學博士學位。1956年，錢穆与胡美琦在香港结婚。1960年，錢穆應邀講學於美國耶魯大學，又獲頒贈人文學名譽博士學位。1965年，錢穆正式卸任新亞書院校長，應聘馬來亞大學任教。錢穆一生以教育為業，五代弟子冠蓋雲集，余英時、嚴耕望等人皆出門下。
1973年，錢穆等人創立新亞教育文化會，並在新亞書院位於九龍土瓜灣的舊址改辦新亞中學。

### 臺灣定居
1967年9月，錢穆自港赴台。1968年，遷居台北市士林區外雙溪素書樓。該地點為時任總統之蔣介石直接下令撥用與建樓。
1968年，錢穆膺選中央研究院院士。1948年中央研究院第一届院士选举時，钱氏名落孙山。1966年始获提名，钱氏耻而不受，并愤愤表示：“民国三十七年（1948年）第一次选举院士，当选者多到八十余人，我难道不该预其数！”两年后，钱氏始同意列名院士。在胡適有生之年，錢穆就是未能當成中央研究院院士。日後李敖認為這是不公道的，他說：「錢穆的理學怪說固不足論，但他在古典方面的樸學成就卻更該先入選成院士。」
1969年，應張其昀之邀任中國文化學院（今中國文化大學）史學教授。此後專致於講學與著述，雖視力因白內障而日弱（至1978年訪港前夕，錢穆已基本上永久失明），仍隨時提出新觀點，由夫人胡美琦誦讀整理出版為《晚學盲言》。
1989年，錢穆應中文大學新亞書院之邀請，在夫人陪伴下返港出席新亞書院40週年校慶，此乃錢氏生前最後一次出席公開活動。
1988年5月發生素書樓風波，台北市議員周伯倫質詢政府財產遭錢穆不當佔用，要求錢穆搬家，改設立紀念館。為避嫌，錢穆於兩年後的1990年5月另覓居所主動遷出素書樓，離開時幽默而辛辣地諷刺：「活的不許住，還沒死就要做紀念館。」引起社會議論。
錢穆在遷出素書樓3個月後，於同年8月30日逝世於臺北市杭州南路寓所中，其對妻的遺言為：「自古以來的學人，很少有及身而見開花結果的。在今天講文化思想，似乎不像科學家的發明，不論別人懂與不懂，即可獲得舉世崇拜。因為科學有一個公認的外在價值。而講文化思想，只有靠自己具有一份信心來支持自己向前，靜待時間的考驗來給予公平的裁判，而且他會使我們的生命充滿了意義、具有了價值。」
钱穆去世后，他在大陸的姪子（即錢穆长兄钱挚的長子）前全国政协副主席钱伟长表示希望能來台奔喪，而當時的李登輝政府同意其入境，然而必須以「公開宣布退出共產黨」為條件（钱伟长並非共產黨員），不願意答應此條件的錢氏子女只好改為参加9月30日在香港中文大學邵逸夫堂举行的公祭。
1992年，胡美琦奉錢穆靈骨，歸葬故里江蘇無錫太湖之濱(濱湖區)。

### 身後
自錢穆遷出後，素書樓閒置年餘，最初交由台北市立圖書館管理，於1992年1月6日正式將素書樓闢為紀念館。後由於素書樓年久失修，台北市政府於2001年進行修繕工程，隨後將素書樓轉交台北市政府文化局管理，台北市政府文化局於2001年12月31日將素書樓改名為錢穆故居。民國九十九年（2010年），時任中華民國總統馬英九在錢穆逝世20周年紀念會上，以總統身分向胡美琦為素書樓事件中台北市政府的做法致歉，並肯定錢穆的清白。
錢妻胡美琦於錢穆逝世二十周年撰文強調：「當年兩位蔣總統禮賢下士，定要由政府蓋素書樓，他們不是隨便做此決定。賓四接受政府的禮遇，也經過了一番深思。『素書樓事件』的發生，有關政治領袖人物的智慧，以及中國傳統『士』人的風格氣節，這不是一件小事。我有責任詳細說明。」指素書樓本因經濟考量，由朋友介紹購買一塊靠近東吳大學的墳地，再由胡美琦兄長胡美璜底下的工程師負責建築新宅。但事後總統蔣中正得知此事，透過蔣經國表示建築素書樓的規劃理當由政府負責，要求胡美璜交出建築設計圖，並對胡美璜說後續之事不需要再過問。於是錢氏夫妻已無法推諉政府籌建素書樓的事務。錢穆搬離素書樓之後臥病在床，胡美琦對錢穆說：「我們自己該要辨明的是民國72年以前沒有契約時的兩點理由，一是為兩位去世的蔣總統爭清名。我們認定素書樓是國家賓館，不是台北市政府的宿舍。當年兩位蔣總統是公開興建素書樓的，二十年來不是沒有民意代表，但從沒有異議，這一段時期自屬合法。時代變了，這表示禮賢下士的時期在台灣已經結束。所以我們只有搬出素書樓，才能替兩位去世的蔣總統表明當年建賓館並不為私。一是為你，人活著必該要有尊嚴。借用契約於（民國）81年一月到期，報上說某議員表示到期還要再議論。那時你九十八歲了，難道還要再受一次他們呼名喚姓的羞辱嗎？素書樓再好，也不值得了。」。

### 年表紀要
- 1895年，清光緒二十一年六月初九日[14]生於江蘇省金匱縣[15]
- 1900年（六歲）入私塾讀書
- 1903年（九歲）進果育小學就讀
- 1905年（十一歲）父逝
- 1906年（十二歲）入常州府的常州中學堂
- 1910年（十六歲）退學，離開常州，轉入南京私立鍾英中學；適逢辛亥革命，學校停辦，遂輟學
- 1911年（十七歲）任教無錫三兼小學，為教學生涯之始
- 1912年 （十八歲）钱穆在无锡荡口镇私立果育小学开始教书
- 1914年 （廿歲）钱穆在无锡县第四高等小学任教
- 1918年（廿四歲）任教鴻模學校（即原果育小學），出版《論語文解》同时任教县立第四小学（梅村镇）
- 1919年（廿五歲）任後宅泰伯市初小校長，创办无锡历史上第一个图书馆「泰伯图书馆」，任馆长
- 1922年（廿八歲）赴廈門任教集美學校，為任職中學教師之始
- 1923年（廿九歲）任教江蘇省立第三師範學校
- 1927年（卅三歲）轉任教蘇州中學，任国文教师兼班主任
- 1928年（卅四歲）連遭三喪：妻歿、兒殤、兄亡。
- 1929年（卅五岁）與小學校長張一貫女士締婚，4子2女自1931至1940年先後出生，四子早夭
- 1930年（卅六歲）發表《劉向歆父子年譜》；後任教北京燕京大學。為任教大學之始
- 1931年（卅七歲）任教北京大學歷史系，並兼課清華大學、燕京大學、北師大
- 1935年（四一歲）出版《先秦諸子繫年》
- 1937年（四三歲）隨政局南遷，任西南聯合大學教授
- 1939年（四五歲）《國史大綱》脫稿，回蘇州侍母一載
- 1940年 （四六歲）钱穆在成都齐鲁大学创办国学研究所，并担任所长
- 1941年（四七歲）往成都任教齊魯大學國學研究所及武漢大學
- 1943年（四九歲）先後任教於華西大學、四川大學
- 1944年（五十歲）撰文〈中國歷史上青年從軍先例〉，號召知識份子投筆從戎
- 1946年（五二歲）赴昆明任教五華學院、兼任雲南大學
- 1948年（五四歲）任無錫江南大學文學院院長課餘撰《湖上閒思錄》
- 1949年（五五歲）應廣州私立華僑大學校長王淑陶之邀，從無錫南下廣州任教。秋季隨同華僑大學遷回香港（華僑大學初創辦於香港）。應张其昀之邀創辦「亞洲文商學院」（新亞書院前身），任院長
- 1950年（五六歲）「亞洲文商學院」更名「新亞書院」，應邀赴台灣講演
- 1951年（五七歲）為籌辦新亞書院台灣分校，滯留台灣數月，未果。
- 1952年（五八歲）四月，在淡江文理學院驚聲堂講演，屋頂泥塊墜落擊中頭部，暈厥送醫，最後搶救成功保命。
- 1955年（六一歲）新亞研究所正式成立。代表教育部訪問日本，教育部頒贈學術獎章。香港大學授予名譽博士學位
- 1956年（六二歲）新亞書院農圃道校舍暑期落成，為自有校舍之始。與胡美琦女士於九龍締婚
- 1957年（六三歲）新亞書院增設藝術專修科
- 1960年（六六歲）赴耶魯大學講學，課餘撰《論語新解》，耶魯大學頒贈名譽博士學位後赴歐洲訪問
- 1961年（六七歲）新亞書院理學院成立
- 1963年（六九歲）香港中文大學成立，曾擬辭新亞書院校長一職，但接納校方挽留至1965年
- 1965年（七一歲）正式卸任新亞書院校長，離開香港，赴吉隆坡馬來亞大學講學
- 1967年（七三歲）十月，遷居台北
- 1968年（七四歲）遷入素書樓，膺選中央研究院院士
- 1969年（七五歲）任中國文化學院歷史研究所教授、國立故宮博物院聘為研究員
- 1973年（七九歲）新亞中學創校
- 1974年（八十歲）撰《八十憶雙親》
- 1976年（八二歲）是年冬，胃病劇作，幾不治；同年與唐君毅等九人一併辭去新亞書院校董一職，以示對中文大學收回書院教學權，以及金耀基為首學者藉此奪權之不滿
- 1978年（八四歲）該年常病，目不能視（確診患上白內障，1980年代已惡化至基本上失明）（抱病赴香港任新亞書院『錢賓四先生學術文化講座』主講人，是錢穆首次踏足中文大學校園）
- 1979年（八五歲）赴香港出席新亞三十年紀念會
- 1980年（八六歲）與三子、幼女會於香港，卅二載未見，得七日相聚
- 1981年（八七歲）與長女、長侄晤聚香港，五子女兩年內分別見面（與此同時，亦順道出訪新亞書院，於男生宿舍知行樓舉辦「夜話」，與新亞學生會面）
- 1984年（九十歲）獲頒行政院文化獎
- 1986年（九二歲）為文化大學歷史研究所學生上最後一年課（受聘為總統府資政）
- 1988年（九四歲）在家中授課至是年方休
- 1989年（九五歲）赴香港參加新亞書院四十週年校慶紀念會，是錢穆第三次亦是最後一次踏足中文大學校園
- 1990年（九六歲）6月1日遷出素書樓，8月30日逝於台北市杭州南路寓所[1]
- 1992年歸葬江蘇無錫太湖之濱(濱湖區)

## 家庭
- 無錫鄒氏，妻，殁于1928年。
- 張一貫，妻，生于1901年8月10日，殁于1978年3月8日。爲以下衆子女之母。
- 錢胡美琦，妻，2012年3月26日去世，享年83歲。[16]
- 錢拙，長子。
- 錢行，次子。著有《思親補讀錄》。
- 錢遜，三子，中國大陸歷史學家，2019年8月23日去世。
- 錢易，長女，中国环境工程专家，清华大学环境学院教授，中国工程院院士。
- 錢輝，小女。
- 錢婉約，長孫女。著有《我記憶中的祖父》。
- 錢松，長孫。
- 钱伟长，侄子。中国力学家、应用数学家、教育家，中国科学院院士，上海大学校长，暨南大学董事会董事长，南京大学，南京航空航天大学，江南大学，耀华中学名誉校长。中国近代力学、应用数学的奠基人之一。中国人民政治协商会议第六届、七届、八届和九届全国委员会副主席，中国民主同盟中央副主席、名誉主席。

## 學術
錢穆沒有接受過現代大學訓練，他的治學理念受呂思勉影響甚深。當胡適學派反對“崇古”與“迷信”，對中國傳統文化及上古史作存疑與否定態度時，錢穆等人立表異议，說“余任上古史課，若亦疑古，將無可言”。他在《國史大綱》一書中說：“今求創建新的古史觀，則對近人極端之懷疑論，也應稍加修正。”錢先生後來坦率地表明自己不同於古史辨派的一味疑古而是在求真的基礎上提出新說：“……而余则疑《尧典》，疑《禹贡》，疑《易传》，疑老子出庄周后，所疑皆超于颉刚。然窃愿以考古名，不愿以疑古名。疑与信皆须考，余与颉刚，精神意气，仍同一线，实无大异。”
錢穆的《先秦諸子繫年》一書，考證數十本秦漢古籍，並大量引用雷學淇的《竹書紀年義證》，排出先秦時各事件的先後順序。後發表《劉向歆父子年譜》一書，该书以論證完整的二十八個不可通駁斥了康有為的《新學偽經考》，使當時再無學者替康有為辯護，清末以來影響極大的經學今古文之爭方才告一段落。钱穆在该书中认为《孙子兵法》即当时已失传的《孙膑兵法》，《孙子兵法》的作者是孙膑。1972年，在山东临沂银雀山汉墓出土了《孙膑兵法》，与《孙子兵法》不同，证明了《孙子兵法》的作者并非孙膑。
錢穆對中國古代政治制度所依託的文化保有真誠信念，认为中国传统政治絕非可僅僅以「君主专制」簡單概括。钱穆的徒弟余英時稱他“一生為故國招魂”。正是出於將中國傳統政治制度放在中國文明系統的框架內求客觀的瞭解，錢穆主張，應該在固有文明的真相基礎上重新審視中國傳統政治制度，而非以後見之明淺薄地非議與污蔑之。

## 學友
原本胡適相當欣識錢穆，稱錢先生的《劉向歆父子年譜》乃「一大著作，見解與體例都好」，並對學生說：有關先秦諸子事，可向賓四先生請教，不必再問他。 
外界以為錢先生「喜治乾嘉學」，張君勱甚而勸錢穆「何必從胡適之作考據之學」。錢穆初到北平，胡適的弟子傅斯年對他優禮有加，邀至史語所，奉為上賓。胡適也將私藏「孤本」《求仁錄》借給錢研覽。
但錢穆在治學方面與胡適頗多牴觸。胡適繼承傳統的說法，認為老子略早於孔子；錢穆則創立新說，認為老子略早於韓非，後於孔子。一次，兩人不期而遇。錢穆說：「胡先生，《老子》成書的年代晚，證據確鑿，你不要再堅持你的錯誤了！」胡適說：「錢先生，你舉出的證據還不能說服我；如果你能夠說服我，我連自己的親老子也可以不要！」
錢穆與胡適二人在老子生年、《說儒》等學術問題上觀點迥異，時有爭辯。具體學術分歧尚屬表面，深層原因是錢對胡的「新文化」主張不以為然，他後來甚至認為，中國思想界「實病在一輩高級知識分子身上」，如「新文化運動，凡中國固有（文化）必遭排斥」，貽害深遠。當年北大講壇上最叫座者乃胡適和錢穆二人，錢穆稱「大凡余在當時北大上課，幾如登辯論場」。
錢穆先生原本僅僅是蘇州中學的一位普通教員，1927年正是由於顧頡剛先生的慧眼識才，才使得錢先生得以進入北京主流學術圈并逐漸為人所知。
錢穆先生在北大執教期間，多與湯用彤、熊十力等人來往，關係十分融洽。
東吳大學外雙溪校區愛徒樓旁有錢穆故居，即為錢穆曾居住之素書樓。

## 著述

### 史學
- 《周公》，上海商務印書館出版，1929年。
- 《劉向歆父子年譜》，《燕京學報》第七期，1930年。
- 《國史大綱》上下冊，上海商務印書館出版，1940年6月。
- 《中國歷史精神》，臺北國民出版社出版，1951年11月。
- 《中國歷代政治得失》，香港自刊本，1952年11月。
- 《黃帝》，臺北勝利出版社出版，1954年。
- 《秦漢史》，香港新華印刷股份公司出版，1957年3月。
- 《中國歷史研究法》，香港孟氏教育基金會出版，1961年12月。
- 《史記地名考》，香港太平書局出版，1962年10月。
- 《史學導言》，臺北中央日報社出版，1970年5月。
- 《中國史學名著》，臺北三民書局出版，1973年2月。
- 《孔子傳》，臺北中華民國孔孟學會出版，1974年8月。
- 《從中國歷史來看中國民族性及中國文化》 （页面存档备份，存于），臺北聯經出版，1979年。
- 《歷史與文化論叢》，臺北東大圖書公司出版，1979年8月。
- 《中國通史參考資料》，臺北東昇出版公司出版，1981年12月。
- 《古史地理論叢》，臺北東大圖書公司出版，1982年7月。
- 《中國史學發微》，臺北東大圖書公司出版，1989年3月。

### 思想
- 《論語文解》，上海商務印書館出版，1918年11月。
- 《論語要略》，上海商務印書館出版，1925年3月。
- 《孟子要略》，上海大華書店出版，1926年。
- 《墨子》（萬有文庫），上海商務印書館出版，1930年3月。
- 《王守仁》，上海商務印書館出版，1930年3月。
- 《國學概論》，上海商務印書館出版，1931年5月。
- 《惠施、公孫龍》，上海商務印書館出版，1931年8月。
- 《老子辨》，上海大華書店出版，1932年。
- 《先秦諸子繫年》上下冊，上海商務印書館出版，1935年12月
- 《中國近三百年學術史》，上海商務印書館出版，1937年5月。
- 《清儒學案》，重慶，為國立編譯館寫，1942年稿成佚失。
- 《孟子研究》，上海開明書店出版，1948年。
- 《莊子纂箋》，香港東南印務公司出版，1951年12月。
- 《中國思想史》，臺北中國文化出版事業委員會出版，1952年11月。
- 《國史新論》，香港自刊本出版，1953年5月。
- 《宋明理學概述》，臺北中國文化出版事業委員會出版，1953年6月。
- 《四書釋義》，臺北中國文化出版事業委員會出版，1953年6月。
- 《陽明學述要》，臺北正中書局出版，1955年3月。
- 《中國思想通俗講話》，香港自刊本，1955年3月。
- 《王陽明先生傳習錄及大學問節本》，香港人生出版社，1957年6月。
- 《莊老通辨》，香港新亞研究所出版，1957年10月。
- 《學龠》，香港南天書業公司出版，1958年6月。
- 《兩漢經學今古文平議》，香港新亞研究所出版，1958年8月。
- 《孔子論語新編》，臺北商務印書館出版，1963年。
- 《論語新解》上下冊，香港新亞研究所出版，1963年12月。
- 《朱子新學案》，一至五冊，臺北三民書局出版，1971年9月。
- 《朱子學提綱》，臺北自刊本，1971年11月。
- 《理學六家詩鈔》，臺北臺灣中華書局出版，1974年元旦。
- 《孔子與論語》 （页面存档备份，存于），臺北聯經出版事業有限公司出版，1974年9月。
- 《孔子略傳論語新編》，臺北廣學社出版，印書館出版，1975年10月。
- 《中國學術通義》，臺北臺灣學生書局出版，1975年9月。
- 《中國學術思想史論叢》一至八冊，臺北東大圖書公司出版，1976年6月至1980年3月。
- 《宋明理學三書隨劄》，臺北東大圖書公司出版，1983年10月。
- 《現代中國學術論衡》，臺北東大圖書公司出版，1984年12月。

### 文化
- 《文化與教育》，重慶國民圖書出版社，1942年6月。
- 《中國文化史導論》，重慶正中書局出版，1943年。
- 《中國人之宗教社會及人生觀》，香港自由中國出版社出版，1949年5月。
- 《中國社會演變》，香港中國問題研究所出版，1950年10月。
- 《中國知識份子》，香港中國問題研究所出版，1951年。
- 《文化學大義》，臺北正中書局出版，1952年1月。
- 《民族與文化》，臺北聯合出版中心出版，1960年6月。
- 《中華文化十二講》，臺北三民書局出版，1968年7月。
- 《中國文化傳統的潛力》，臺北幼獅文化出版，1968年。
- 《中國文化叢談》(一)(二)，臺北三民書局出版，1969年11月。
- 《中國文化精神》，臺北三民書局出版，1971年7月。
- 《世界局勢與中國文化》，臺北東大圖書公司出版，1977年5月。

### 文學
- 《中國文學講演集》，香港人生出版社出版，1963年3月。
- 《中國文學論叢》，臺北東大圖書公司出版，1982年7月。

### 治述
- 《朱懷天先生紀念集》，上海自刊本，1919年8月。
- 《政學私言》(人人文庫)，重慶商務印書館出版，1945年11月1967年臺北再版。
- 《人生十論》，香港人生出版社出版，1953年6月。
- 《湖上閑思錄》，香港人生出版社出版，1960年5月。
- 《八十憶雙親》，香港中文大學新亞書院校友會出版，1975年。
- 《靈魂與心》，臺北聯經出版事業有限公司出版，1976年2月。
- 《人生三步驟》，香港香港大學出版，1979年10。
- 《雙溪獨語》，臺北臺灣學生書局出版，1981年1月。
- 《八十憶雙親師友雜憶合刊》，臺北東大圖書公司出版，1983年1月。
- 《晚學盲言》上下冊，臺北東大圖書公司出版，1987年8月。
- 《新亞遺鐸》，臺北東大圖書公司出版，1989年9月。

### 全集

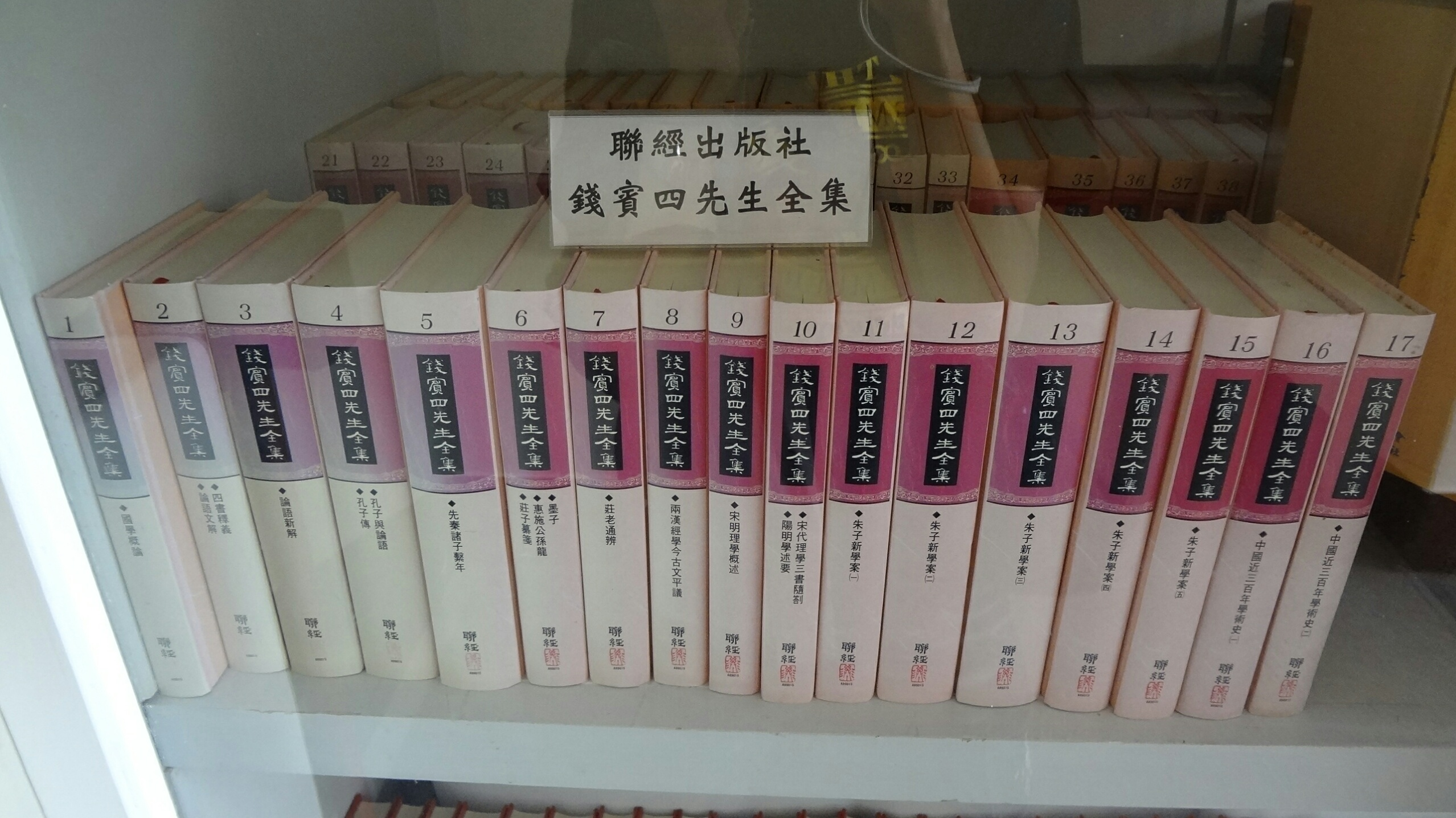
錢穆故居展示的《錢賓四先生全集》

《錢賓四先生全集》，共五十四冊，分甲編思想學術、乙編文史學術、丙編文化論著，1994年由聯經出版開始出版。
- 甲編：共24種(含《朱子學提綱》) ，25冊，1994年9月1日出版：

(1)國學概論、(2)四書釋義、論語文解、(3)論語新解、(4)孔子與論語、(5)先秦諸子繫年、(6)墨子、惠施公孫龍、莊子纂箋、(7)莊老通辨、(8)兩漢經學今古文平議、(9)宋明理學概述、(10)宋代理學三書隨劄、陽明學述要、(11)朱子新學案(一)、(12)朱子新學案(二)、(13)朱子新學案(三)、(14)朱子新學案(四)、(15)朱子新學案(五)朱子學提綱、(存目,不佔冊)、(16)中國近三百年學術史(一)、(17)中國近三百年學術史(二)、(18)中國學術思想史論叢(一)、(19)中國學術思想史論叢(二)、(20)中國學術思想史論叢(三)、(21)中國學術思想史論叢(四)、(22)中國學術思想史論叢(五)、(23)中國學術思想史論叢(六)、(24)中國思想史、中國思想通俗講話、學籥、(25)中國學術通義、現代中國學術論衡。 
- 乙編：共11種11冊, 1995年9月12日出版：

(26)周公、秦漢史、(27)國史大綱(上)、(28)國史大綱(下)、(29)中國文化史導論、中國歷史精神、(30)國史新論、(31)中國歷代政治得失、中國歷史研究法、(32)中國史學發微、讀史隨劄、(33)中國史學名著、(34)史記地名考(上)、(35)史記地名考(下)、(36)古史地理論叢。
- 丙編：共24種18冊，1998年6月17日出版：

(37)文化學大義、民族與文化、(38)中華文化十二講、中國文化精神、(39) 湖上閒思錄、人生十論、(40)政學私言、從中國歷史來看中國民族性及中國文化、(41)文化與教育、(42)歷史與文化論叢、(43)世界局勢與中國文化、(44)中國文化叢談、(45)中國文學論叢、(46)理學六家詩鈔、靈魂與心、(47)雙溪獨語、(48)晚學盲言(上)、(49)晚學盲言(下)、(50)新亞遺鐸、(51)八十憶雙親、師友雜憶、(52)講堂遺錄、(53)素書樓餘瀋、(54)總目。

## 家族軼事
1. 十八世祖：相傳，十八世祖某公是一位富商。其時，上無父母，下無子女，僅夫婦兩人同居。十八世祖年歲去到三十左右的某天，得到惡疾，久不能治。於是，十八世祖的妻子特意安排十八世祖隱居。[22]過了三年，十八世祖病態全消，復健如常。十八世祖的妻子跟十八世祖表示，她已經向神明許願，成為一位修道人士，來換取十八世祖的康復，並且為十八世祖安排了兩位女人為十八世祖延續血脈，合共生下七子，並且興建了七宅，而這就是家族中的七房橋的由來。[22]
2. 錢承沛：錢承沛，字季臣，錢穆的父親。前清同治丙寅年生。自幼有神童之稱。[23]
3. 蔡氏：蔡氏女士與錢承沛先生同年，錢穆的母親。當年，有媒人告知蔡氏父親，如果他把他的女兒嫁給錢承沛，恐怕受苦。蔡氏父親回答說：「詩禮之家，不計貧富。我極願吾女往，猶得稍知禮。」遂定婚。[24]又，蔡氏祖家居住蔡師塘頭，在鴻聲里西北約里許，距七房橋可三里。[24]
4. 錢摯，原名錢恩第，民國元年春，改名為錢摯，字聲一，錢穆的長兄﹔錢穆的六弟，錢藝，字漱六﹔錢穆的八弟，錢文，字起八﹔六弟和八弟的名字，皆由錢摯所創作﹔錢偉長，錢穆的長兄的長子，其名字由錢穆所創作。[2]

## 評價

### 正面評價
- 楊樹達《積微翁回憶錄》引陳寅恪評錢穆《诸子繫年》：「1934年5月16日，出席清华历史系研究生姚薇元口试会。散后，偕陈寅恪至其家。寅恪言钱宾四（穆）《诸子系年》极精湛，时代全据《纪年》订《史记》之误，心得极多，至可佩服。」[25]
- 牟宗三：“当时局势危殆，有瓦解之势。学校朝不保夕，政府无暇顾及。人情汹汹，学生多有走陕北从共党者。教授亦多纵容之，无有为立精神之主宰者。惟钱穆先生，因富历史传统意识，慷慨陈词，多有讲述。”[26]
- 余英時：「一生為故國招魂，當時搗麝成塵，未學齋中香不散。萬里曾家山入夢，此日騎鯨渡海，素書樓外月初寒。」[27]
- 金耀基：「賓四先生的一生，承擔是沉重的，他生在文化傾圮，國魂飄失的歷史時刻，他寫書著文有一股對抗時流的大力量在心中鼓動。他真有一份為往聖繼絕學的氣魄。」[28]
- 許倬雲：「他編著了《國史大綱》，在警報聲中，教導學生欣賞中國文化的源流和可貴之處。這部書至今還是中國通史中難以代替的名著。」[29]
- 錢婉約：「終於走近大山，在領略其巍峨的身軀、莊嚴的儀態、豐富多彩的植被以外，對於其蘊含著的博大精深的山中寶藏，我懂得多少？在離開祖父的歲月裡，我需要花費多少的歲月精力，才能無愧擁有這樣大山般的先祖，無愧這一個月的庭訓親炙？在這個意義上，父親為我作了榜樣，他的這本《思親補讀筆記》，就是在那以後，特別是在祖父去世之後，不斷閱讀祖父著作，在內心走近祖父的記錄。[30]

### 負面評價
- 汪榮祖教授在《錢穆論清學史述評》一文中以為：「錢穆論清學史的代表作《中國近三百年學術史》，不僅在形式上是傳統的學案式的綱目體，而且內容也不脫傳統的義理，尤重宋儒朱熹。這部書基本上是由二十世紀的人，寫十九世紀之書。錢氏寫清學史，似設身其境，與先賢唱和或辯難，而不似異代學者，作旁觀超越之論析。世人多知，錢賓四頗具民族主義意識，並見諸其史學，然其民族主義也未脫傳統的華夷之辨與漢文化意識，以及崇宋尊朱的基本心態。」
- 李敖《蔣介石研究》中，有一篇文章《蔣介石和錢穆之間的一些臭史》。文中引用了錢穆寫的《總統蔣公八秩華誕壽文》，歌頌蔣介石「誠吾國歷史人物中最具貞德之一人。稟貞德而蹈貞運，斯以見天心之所屬，而吾國家民族此一時代貞下起元之大任，所以必由公勝之也。」李敖對此評論說：「肉麻兮兮，已是全然無恥，知識份子反動到這步田地，真太令人失望！回想錢穆當年給我寫信，標榜『學問』與『德性』的關係，如今『學問』竟不勝阻止『德性』的淪落，我真忍不住爲他悲哀！」

## 備註
1. ↑  当时不少学人也到了广州，如张晓峰、谢幼伟、崔素琴、熊十力、陈寅恪、吴俊升、牟宗三、徐佛观（徐复观）、陈荣捷、谢扶雅、罗倬汉等。其后不久，大部份人都相继到了香港。

## 研究書目
- 錢穆：《八十憶雙親 師友雜憶》，台北：東大圖書公司，ISBN 978-957-19-2980-4，2009-11-01，352頁。

2009年，三民書局，ISBN 978-957-19-2980-4，2009-10-29，340頁。
- 楊承彬、鄭大華、戴景賢：《胡適 梁漱溟 錢穆》（台北：台灣商務印書館，1978。）
- 余英時：《猶記風吹水上鱗：錢穆與現代中國學術》，（臺北：三民書局，1991。）
- 嚴耕望：《錢穆賓四先生與我》（台北：台灣商務印書館，1992。）
- Jerry Dennerline（鄧爾麟）著，藍樺譯：《錢穆與七房橋世界》（北京：社會科學文獻出版社，1995）。
- 李木妙. . 揚智文化. 1995-06-01 [1995]  [2016-05-01]. ISBN 978-957-927-215-5. （原始内容存档于2016-06-30）.
  - 李木妙. . 八方文化创作室. 1995: 211頁. ISBN 978-981-4285-37-7.
- 郭齊勇、汪學群：《錢穆評傳》（南昌：百花洲文藝出版社，1995。）
- 李振聲編：《錢穆印象》（上海：學林出版社，1997。）
- 汪學群：《錢穆學術思想評傳》（北京：北京圖書館出版社，1998。）
- 陳勇：《錢穆傳》（北京：人民出版社，2001。）
- 印永清：《百年家族：錢穆》（台北：立緒文化，2002。）
- 徐國利.  初版. 台北: 台灣商務印書館. 2004-02-01 [2004]. ISBN 957-051-838-3.
- 汪榮祖. . 北京: 生活·讀書·新知三聯書店. 2006. ISBN 978-710-802-358-2 （中文（中国大陆））.，第八章，「錢穆論清學史述評」，頁37-62。
- 汪榮祖. . 台灣: 麥田. 2002-12-01: 368頁. ISBN 986-778-236-4 （中文）.（繁體中文）

## 畫像
- https://lib-linux2.hkbu.edu.hk/scadb/pgcw/purl.php?&did=pgcw018 （页面存档备份，存于）  Portrait Gallery of Chinese Writers (Hong Kong Baptist University Library 香港浸會大學圖書館)

## 外部連結
- 黃俊傑：〈http://huang.cc.ntu.edu.tw/pdf/CCB2819.pdf （页面存档备份，存于）〉.
- 吳展良：〈http://140.112.142.79/publish/pdfs/26/26.pdf （页面存档备份，存于）〉，《台大歷史學報》第26期（2000.12），頁63-98.
- 汪榮祖：〈http://140.112.142.79/publish/pdfs/26/26.pdf （页面存档备份，存于）〉，《台大歷史學報》第26期（2000.12），頁99-119.
- 王晴佳：〈http://140.112.142.79/publish/pdfs/26/26_05.pdf （页面存档备份，存于）〉.
- 黃克武：〈http://www.mh.sinica.edu.tw/MHWeb/UserDetail.aspx?userID=89&mid=16&tmid=2 （页面存档备份，存于）〉.
- 朔雪寒：〈http://ethanyet.blogspot.tw/2016/03/blog-post_864.html （页面存档备份，存于）〉.

錢穆故居
- 錢穆故居 臺北旅遊網
- http://web.utaipei.edu.tw/~chienmu/ （页面存档备份，存于）
- 錢穆故居的Facebook專頁